# Warmenhuizen
Warmenhuizen est un village situé dans la commune néerlandaise de Schagen, dans la province de la Hollande-Septentrionale. Le 1er janvier 2005, le village comptait 5 608 habitants.

## Histoire
Selon des chroniques fantastiques du XVIe siècle, Warmenhuizen a été fondée en 745 par le roi (fictif) Radboud II, qui aurait construit les premiers terpen ou collines artificielles de la région. On sait que le territoire tomba autrefois sous la domination des comtes de Hollande. Ceci jusqu'en 1254 au moins. Avec la ville de Harenkarspel, l'actuelle Kerkbuurt, le village passa en possession des seigneurs d'Egmont en 1256.
Le dernier comte de cette maison à qui appartenait le village était Lamoral d'Egmont. Sa veuve Sabine de Bavière acquiert finalement le terrain sur lequel se trouve le village en 1576 car le comte fut décapité en 1568. Son fils Philippe a hérité de la région, mais après s'être rangé du côté des Espagnols pendant la guerre de Quatre-Vingts Ans, il a perdu tous ses biens, y compris la zone dans laquelle se trouvait Warmenhuizen. En 1590, après la mort de Philippe, un membre de la famille, Lamoraal van Egmont II, reçut les biens en 1593, mais à la condition de s'installer en France. Cependant, il ne put conserver le domaine longtemps en raison de graves problèmes financiers. Ses biens furent vendus aux États de Hollande et de Frise occidentale et, en 1607, ils vendirent le « domaine élevé de Warmenhuizen, Schoorldam et Krabbendam » pour Modèle:Nbre à MM. Gybels et Van der Elburch.
Warmenhuizen a été une commune indépendante jusqu'au 1er janvier 1990, date de son rattachement à Harenkarspel